# Walter Jost
Walter Jost (25 de julio de 1896 - 24 de abril de 1945) fue un general alemán durante la II Guerra Mundial. Fue condecorado con la Cruz de Caballero de la Cruz de Hierro de la Alemania Nazi. Jost murió en combate el 24 de abril de 1945 en Villadose. Tropas bajo su mando participaron en la masacre de Ronchidoso en Emilia-Romagna entre el 28 y el 30 de noviembre de 1944, cuando 66 civiles fueron ejecutados.

## Condecoraciones
- Cruz de Caballero de la Cruz de Hierro el 31 de marzo de 1942 como Oberst y comandante del Infanterie-Regiment 75[3]